# Cerro Bonete Chico
El Cerro Bonete Chico (a veces llamado cerro Bonete a secas) es un volcán inactivo en el noroeste de la Provincia de La Rioja, cerca del límite con la Provincia de Catamarca, en la República Argentina, situado en 28°01′07″S 68°45′22″O / -28.0187, -68.7561. Forma parte del hemiciclo de los volcanes más altos del mundo compuesto por Veladero, Baboso, Reclus, Gemelos, Pissis, Peñas Azules y Bonete Grande.[cita requerida]
Fue escalado por vez primera en 1913 desde el este por el geólogo alemán Walther Penck, quien creyó haber alcanzado la cumbre en medio de las nubes, pero su testimonio aún no se recuperó por lo cual se presume que en medio de la niebla solo llegó hasta una precumbre, marcando su altímetro 6410 m s. n. m. La primera llegada confirmada a su cumbre fue realizada en 1971 por Cicchitti, Urriche y Brignone.
Tiene 6760 m s. n. m., lo que lo hace el cuarto más alto de la cordillera de los Andes (1.º Aconcagua, 2.º Ojos del Salado, 3.º Pissis).
No debe confundirse con el volcán de 5945 m s. n. m., ubicado 12 km al norte, que pese a ser de menor altura lleva el nombre de cerro Bonete Grande. Los conos de ambas montañas fueron percibidos con forma de bonete, de allí sus nombres.[cita requerida]